# 110 mètres haies
Le 110 mètres haies est une épreuve d'athlétisme, courue en ligne droite et réservée aux hommes ; l'épreuve équivalente pour les femmes est le 100 mètres haies. Elle consiste à parcourir à une vitesse maximale, la distance de 110 mètres en franchissant dix haies d'une hauteur de 1,067 m distantes entre elles de 9,14 m.
Le record du monde de l'épreuve est actuellement détenu par l'Américain Aries Merritt, auteur de 12 s 80 le 7 septembre 2012 lors du meeting Mémorial Van Damme de Bruxelles.
Inspirée des courses hippiques de steeple-chase, la discipline voit le jour au milieu du XIXe siècle au sein d'universités britanniques sous la forme d'un 140 yards. Présent dès les premiers Jeux de l'ère moderne en 1896, le 110 m haies a toujours fait partie du programme olympique.

## Origines de l'épreuve
Dès 1850, les étudiants d'Oxford organisent, parmi leurs épreuves sportives, une course de 140 yards (128,01 m) entravée par dix haies. Cette association de course et de sauts s'inspirait des rencontres hippiques. En 1864, Oxford et Cambridge fixent la distance à 120 yards (109,72 m) avec dix obstacles de 3,5 pieds de hauteur (1,067 m), des intervalles de 10 yards (9,144 m) entre deux haies, 15 yards (13,72 m) du départ à la première haie et de la dernière à l’arrivée. Les claies primitives ont progressivement été remplacées par des haies de bois plus légères. En 1888, la France ajoute environ 28 centimètres à la distance, du côté de l'arrivée : le 120 yards devenait le 110 m haies avec toujours dix obstacles.
Il est à noter cependant que lors des premiers Jeux olympiques de 1896, la course n'a été disputée qu'avec neuf obstacles.
Les premiers experts de la discipline ont été l'Américain Alvin Kraenzlein qui le premier jette la jambe en avant pour franchir la haie, et le Canadien Earl Thomson qui a été, en 1920, le premier coureur à remporter l'épreuve en moins de 15 secondes.

## Caractéristiques

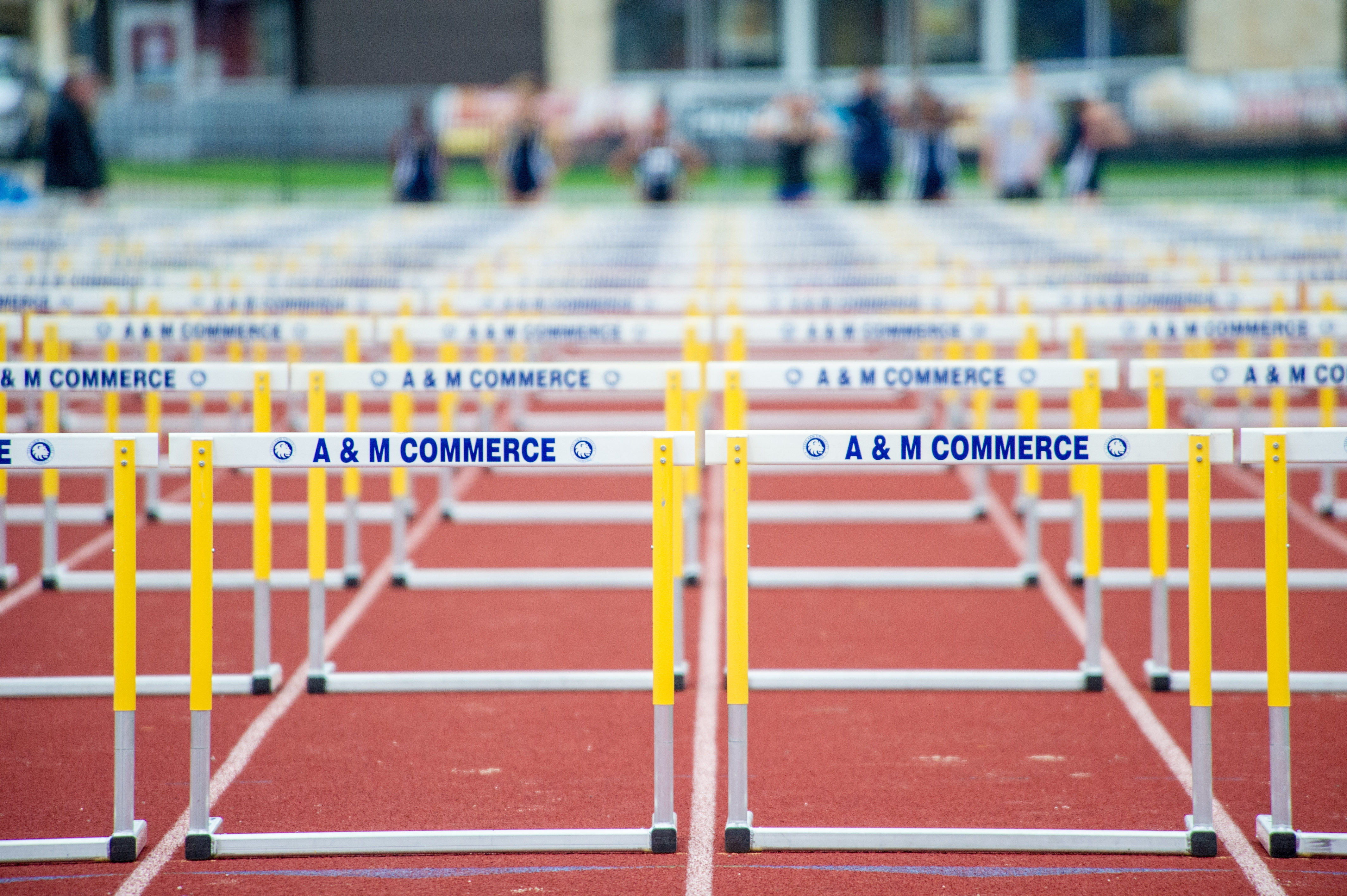
Barrières disposées lors d'un 110 m haies.

L'essentiel des règles actuelles date de 1935 lorsque de nouveaux obstacles, inventés par l'ancien champion olympique du 400 m haies Harry Hillman, et qui favorisent la sécurité des athlètes, sont acceptés par l'IAAF. La haie qui est désormais en forme de « L », comprend une base munie de contrepoids de 3,63 kg et peut basculer vers l'avant sous une simple pression du talon ou de la jambe arrière. Le haut de la barrière est formé d'une claie démontable et légère qui peut se casser sous un choc violent. 
Par ailleurs, toujours en 1935, l'IAAF abolit la règle selon laquelle un athlète est éliminé s'il renverse plus de deux haies lors d'une même course, à condition que le concurrent ne gêne pas un de ses deux adversaires situés sur ses couloirs voisins.
Ces changements techniques et réglementaires accordent ainsi une prime à la prise de risque en enlevant aux athlètes la peur de se blesser dangereusement et d'être mis hors course.
La hauteur de haies de 1,067 m (pour les seniors et espoirs) n'a pas été modifiée de même que l'intervalle de 13,72 m entre le départ et la première haie. L'écartement entre les haies est de 9,14 m, ce qui laisse 14,02 m entre la dernière haie à la ligne d'arrivée.
L'espacement entre 2 haies a été calculé dès l'origine pour être parcouru en 3 foulées entre la réception d'un saut et l'élan du saut suivant. Ce nombre impair permet d'aborder chaque haie avec le même pied d'appel. Les hurdleurs actuels qui ont une foulée avoisinant les 2,3 m sur le plat sont contraints de réduire celle-ci entre les haies. En effet le franchissement de la haie se réalisant par un saut pouvant dépasser les 3 m, ils ne disposent que d'à peine 6 m pour les 3 foulées.
| Catégorie | Nombre de haies | Hauteur | Première haie au départ | Distance entre les haies | Dernière haie à l'arrivée |
| --------- | --------------- | ------- | ----------------------- | ------------------------ | ------------------------- |
| Senior    | 10              | 1,06 m  | 13,72 m                 | 9,14 m                   | 14,02 m                   |
| Junior    | 10              | 0,99 m  | 13,72 m                 | 9,14 m                   | 14,02 m                   |
| Cadet     | 10              | 0,91 m  | 13,72 m                 | 9,14 m                   | 14,02 m                   |

Le 110 m haies a été inclus dès l'origine dans le décathlon où il est considéré comme une course.
Les athlètes franchissent cinq haies en salle sur 60 mètres haies contre dix en plein air.

## Performances

### Record du monde

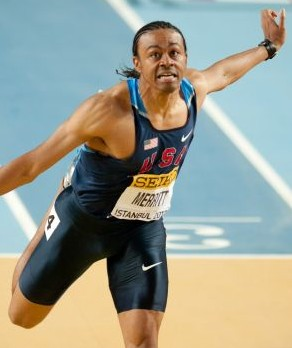
Aries Merritt, détenteur du record du monde en 12 s 80 (2012)

Le 19 août 1981, l'Américain Renaldo Nehemiah devient le premier athlète à courir un 110 m haies sous les 13 secondes en réalisant 12 s 93 lors du Meeting de Zürich. Longtemps approché, ce record du monde ne sera finalement amélioré que huit ans plus tard par Roger Kingdom, auteur de 12 s 92 le 16 août 1989 lors du même meeting suisse. Le 20 août 1993, le Britannique Colin Jackson remporte la finale des Championnats du monde d'athlétisme de Stuttgart avec le temps de 12 s 91, abaissant d'un centième de seconde le record mondial de son grand rival américain. La performance de Jackson reste inégalée durant près de onze années avant que le Chinois Liu Xiang réalise un temps identique en finale des Jeux olympiques d'été de 2004 d'Athènes. Le 11 juillet 2006, Liu Xiang établit une nouvelle meilleure marque mondiale en remportant le 110 m haies du meeting de Lausanne en 12 s 88 (vent favorable de 1,1 m/s). Il égalera ce temps deux ans plus tard à Lausanne. Le 12 juin 2008, à Ostrava, le Cubain Dayron Robles abaisse le record mondial à 12 s 87 (+0,9 m/s).
Le 7 septembre 2012, lors du Mémorial Van Damme de Bruxelles, ultime étape de la Ligue de diamant, l'Américain Aries Merritt établit un nouveau record du monde du 110 m haies en 12 s 80 (+0,3 m/s), améliorant de 7/100e l’ancienne meilleure marque mondiale de Dayron Robles. Il s'agit de la plus nette amélioration du record du monde (temps électriques) depuis que Renaldo Nehemiah avait fait passer la marque de 13 s 00 à 12 s 93 en 1981. Dans cette course, Aries Merritt n'a fait tomber aucune haie.

### Records continentaux
| Continent                                                 |         |                  |                |                  |                |
| Continent                                                 | Temps   | Athlète          | Nation         | Date             | Lieu           |
| --------------------------------------------------------- | ------- | ---------------- | -------------- | ---------------- | -------------- |
| Afrique (records)                                         | 13 s 11 | Antonio Alkana   | Afrique du Sud | 5 juin 2017      | Prague         |
| Asie (records)                                            | 12 s 88 | Liu Xiang        | Chine          | 11 juillet 2006  | Lausanne       |
| Europe (records, progression)                             | 12 s 91 | Colin Jackson    | Royaume-Uni    | 20 août 1993     | Stuttgart      |
| Amérique du Nord, Amérique centrale et Caraïbes (records) | 12 s 80 | Aries Merritt    | États-Unis     | 7 septembre 2012 | Bruxelles      |
| Océanie (records)                                         | 13 s 29 | Kyle Vander Kuyp | Australie      | 11 août 1995     | Göteborg       |
| Amérique du Sud (records)                                 | 13 s 17 | Rafael Pereira   | Brésil         | 23 juin 2022     | Rio de Janeiro |

### Meilleures performances

#### Meilleures performances de tous les temps

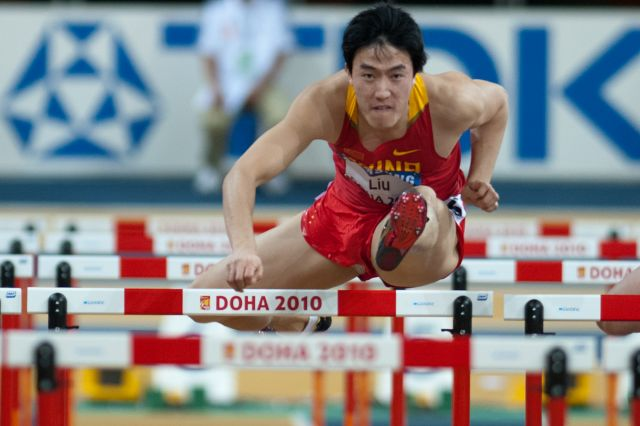
Liu Xiang lors des Championnats du monde en salle 2010

| Temps | Temps   | Vent | Athlète          | Lieu      | Date             |
| ----- | ------- | ---- | ---------------- | --------- | ---------------- |
| 1     | 12 s 80 | +0,3 | Aries Merritt    | Bruxelles | 7 septembre 2012 |
| 2     | 12 s 81 | +1,2 | Grant Holloway   | Eugene    | 26 juin 2021     |
| 3     | 12 s 84 | +1,6 | Devon Allen      | New York  | 12 juin 2022     |
| 4     | 12 s 86 | +2,0 | Grant Holloway   | Eugene    | 28 juin 2024     |
| 5     | 12 s 87 | +0,9 | Dayron Robles    | Ostrava   | 12 juin 2008     |
| 6     | 12 s 88 | +1,1 | Liu Xiang        | Lausanne  | 11 juillet 2006  |
| 6     | 12 s 88 | +0,5 | Dayron Robles    | Paris     | 18 juillet 2008  |
| 8     | 12 s 89 | +0,5 | David Oliver     | Paris     | 16 juillet 2010  |
| 9     | 12 s 90 | +1,1 | Dominique Arnold | Lausanne  | 11 juillet 2006  |
| 9     | 12 s 90 | +1,6 | David Oliver     | Eugene    | 3 juillet 2010   |
| 9     | 12 s 90 | +0,7 | Omar McLeod      | Kingston  | 24 juin 2017     |

#### Athlètes les plus rapides

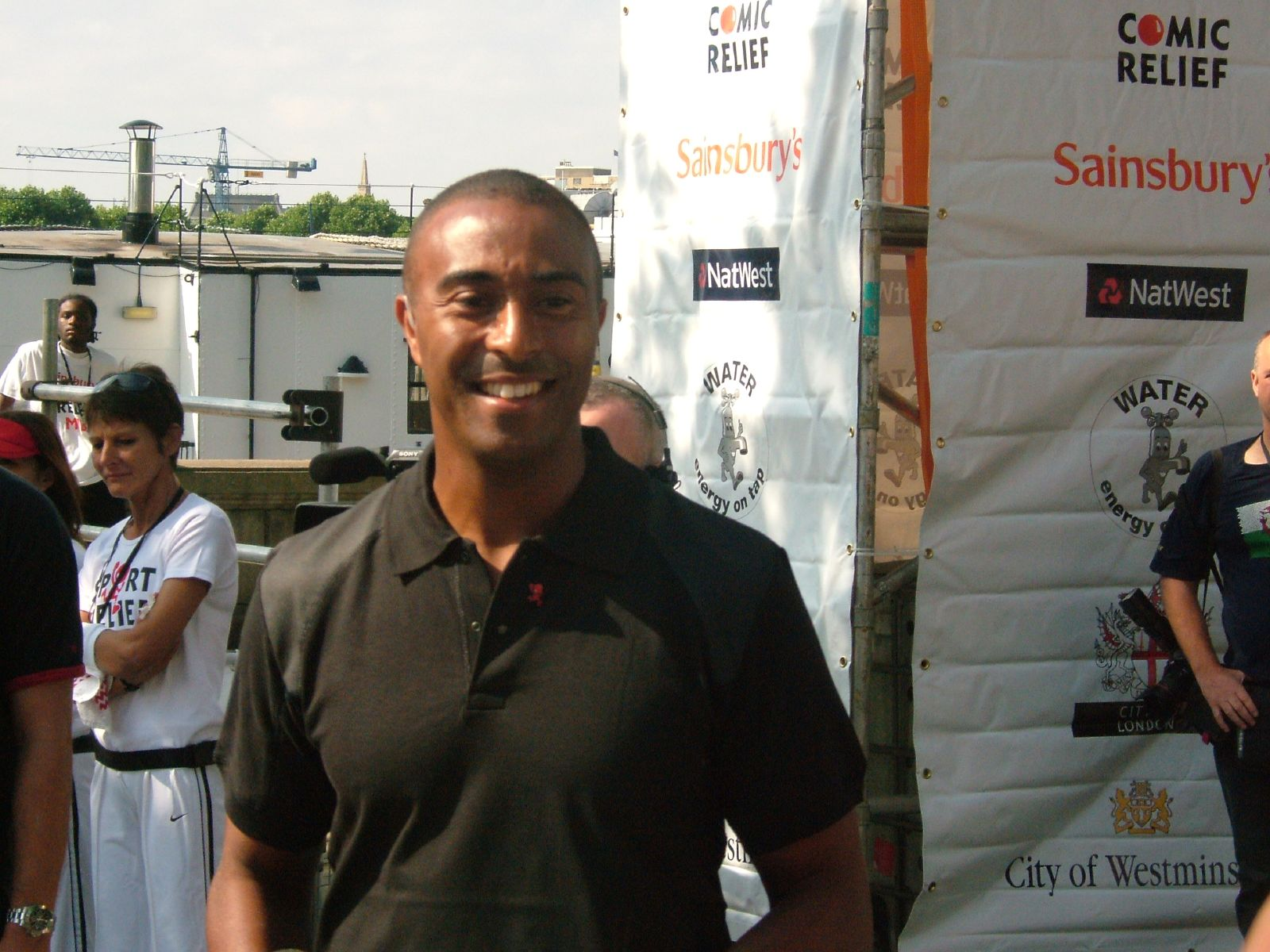
Colin Jackson

| Temps | Temps   | Vent | Athlète            | Date             | Lieu           |
| ----- | ------- | ---- | ------------------ | ---------------- | -------------- |
| 1     | 12 s 80 | +0,3 | Aries Merritt      | 7 septembre 2012 | Bruxelles      |
| 2     | 12 s 81 | +1,8 | Grant Holloway     | 26 juin 2021     | Eugene         |
| 3     | 12 s 84 | +1,6 | Devon Allen        | 12 juin 2022     | New York       |
| 4     | 12 s 87 | +0,9 | Dayron Robles      | 12 juin 2008     | Ostrava        |
| 5     | 12 s 88 | +1,1 | Liu Xiang          | 11 juillet 2006  | Lausanne       |
| 6     | 12 s 89 | +0,5 | David Oliver       | 16 juillet 2010  | Paris          |
| 7     | 12 s 90 | +1,1 | Dominique Arnold   | 11 juillet 2006  | Lausanne       |
| 7     | 12 s 90 | +0,7 | Omar McLeod        | 24 juin 2017     | Kingston       |
| 9     | 12 s 91 | +0,5 | Colin Jackson      | 20 août 1993     | Stuttgart      |
| 10    | 12 s 92 | -0,1 | Roger Kingdom      | 16 août 1989     | Zurich         |
| 10    | 12 s 92 | +0,9 | Allen Johnson      | 23 juin 1996     | Atlanta        |
| 10    | 12 s 92 | +0,6 | Sergueï Choubenkov | 2 juillet 2018   | Székesfehérvár |

#### Meilleures performances mondiales de l'année
Toutes ces performances ont été homologuées par World Athletics.
| Année | Temps   | Vent | Athlète            | Pays        | Lieu              | Date              | Compétition            | Notes                  |
| ----- | ------- | ---- | ------------------ | ----------- | ----------------- | ----------------- | ---------------------- | ---------------------- |
| 1966  | 13 s 47 | -0,6 | Willie Davenport   | États-Unis  | New York          | 26 juin 1966      |                        |                        |
| 1967  | 13 s 43 | 1,7  | Earl McCullouch    | États-Unis  | Minneapolis       | 16 juillet 1967   |                        |                        |
| 1968  | 13 s 33 | 0,0  | Willie Davenport   | États-Unis  | Mexico            | 17 octobre 1968   | Jeux olympiques        | Ancien record du monde |
| 1969  | 13 s 45 | 0,7  | Willie Davenport   | États-Unis  | Miami             | 28 juin 1969      |                        |                        |
| 1969  | 13 s 45 | 0,7  | Leon Coleman       | États-Unis  | Miami             | 28 juin 1969      |                        |                        |
| 1970  | 13 s 42 | 0,0  | Thomas Hill        | États-Unis  | Bakersfield       | 26 juin 1970      |                        |                        |
| 1971  | 13 s 46 |      | Rod Milburn        | États-Unis  | Cali              |                   |                        |                        |
| 1972  | 13 s 24 | 0,3  | Rod Milburn        | États-Unis  | Munich            | 7 septembre 1972  | Jeux olympiques        | Ancien record du monde |
| 1973  | 13 s 41 | -1,1 | Rod Milburn        | États-Unis  | Zurich            | 6 juillet 1973    |                        |                        |
| 1974  | 13 s 40 | 0,5  | Guy Drut           | France      | Rome              | 8 septembre 1974  | Championnats d'Europe  |                        |
| 1975  | 13 s 28 | 1,1  | Guy Drut           | France      | Saint-Étienne     | 29 juin 1975      |                        |                        |
| 1976  | 13 s 30 | 0,0  | Guy Drut           | France      | Montréal          | 28 juillet 1976   | Jeux olympiques        |                        |
| 1977  | 13 s 21 | 0,6  | Alejandro Casañas  | Cuba        | Sofia             | 21 août 1977      |                        | Ancien record du monde |
| 1978  | 13 s 22 | 1,8  | Greg Foster        | États-Unis  | Eugene            | 2 juin 1978       |                        |                        |
| 1979  | 13 s 00 | 0,0  | Renaldo Nehemiah   | États-Unis  | Westwood          | 6 mai 1979        |                        | Ancien record du monde |
| 1980  | 13 s 21 | -0,6 | Renaldo Nehemiah   | États-Unis  | Zurich            | 13 août 1980      | Weltklasse Zurich      |                        |
| 1981  | 12 s 93 | -0,2 | Renaldo Nehemiah   | États-Unis  | Zurich            | 19 août 1981      | Weltklasse Zurich      | Ancien record du monde |
| 1982  | 13 s 22 | -0,2 | Greg Foster        | États-Unis  | Coblence          | 25 août 1982      |                        |                        |
| 1983  | 13 s 11 | -0,4 | Greg Foster        | États-Unis  | Westwood          | 15 mai 1983       |                        |                        |
| 1984  | 13 s 15 | -1,1 | Greg Foster        | États-Unis  | Zurich            | 22 août 1984      | Weltklasse Zurich      |                        |
| 1985  | 13 s 14 | 0,6  | Roger Kingdom      | États-Unis  | Modesto           | 11 mai 1985       |                        |                        |
| 1986  | 13 s 20 | 2,0  | Stéphane Caristan  | France      | Stuttgart         | 30 août 1986      | Championnats d'Europe  |                        |
| 1987  | 13 s 17 | 0,6  | Greg Foster        | États-Unis  | Lausanne          | 15 septembre 1987 | Meeting de Lausanne    |                        |
| 1988  | 12 s 97 | 2,0  | Roger Kingdom      | États-Unis  | Sestriere         | 11 août 1988      |                        |                        |
| 1989  | 12 s 92 | -0,1 | Roger Kingdom      | États-Unis  | Zurich            | 16 août 1989      | Weltklasse Zurich      | Ancien record du monde |
| 1990  | 13 s 08 | 0,5  | Colin Jackson      | Royaume-Uni | Auckland          | 28 janvier 1991   |                        |                        |
| 1991  | 13 s 05 | 1,4  | Tony Dees          | États-Unis  | Vigo              | 23 juillet 1991   |                        |                        |
| 1992  | 13 s 04 | -0,5 | Colin Jackson      | Royaume-Uni | Cologne           | 26 août 1992      |                        |                        |
| 1993  | 12 s 91 | 0,5  | Colin Jackson      | Royaume-Uni | Stuttgart         | 20 août 1993      | Championnats du monde  | Ancien record du monde |
| 1994  | 12 s 98 | 0,2  | Colin Jackson      | Royaume-Uni | Tokyo             | 15 septembre 1994 |                        |                        |
| 1995  | 12 s 98 | 0,2  | Allen Johnson      | États-Unis  | Cologne           | 18 août 1995      |                        |                        |
| 1996  | 12 s 92 | 0,9  | Allen Johnson      | États-Unis  | Atlanta           | 23 juin 1996      | US Olympic Trials      |                        |
| 1996  | 12 s 92 | 0,2  | Allen Johnson      | États-Unis  | Bruxelles         | 23 août 1996      |                        |                        |
| 1997  | 12 s 93 | 0,0  | Allen Johnson      | États-Unis  | Athènes           | 7 août 1997       | Championnats du monde  |                        |
| 1998  | 12 s 98 | -0,3 | Allen Johnson      | États-Unis  | Zurich            | 12 août 1998      | Weltklasse Zurich      |                        |
| 1999  | 12 s 98 | 0,6  | Mark Crear         | États-Unis  | Zagreb            | 5 juillet 1999    |                        |                        |
| 2000  | 12 s 97 | 1,5  | Allen Johnson      | États-Unis  | Sacramento        | 23 juillet 2000   | US Olympic Trials      |                        |
| 2001  | 13 s 04 | -0,3 | Allen Johnson      | États-Unis  | Edmonton          | 9 août 2001       | Championnats du monde  |                        |
| 2002  | 13 s 03 | 1,1  | Anier García       | Cuba        | Lausanne          | 2 juillet 2002    | Meeting de Lausanne    |                        |
| 2003  | 12 s 97 | 0,0  | Allen Johnson      | États-Unis  | Paris Saint-Denis | 4 juillet 2003    | Meeting Gaz de France  |                        |
| 2004  | 12 s 91 | 0,3  | Liu Xiang          | Chine       | Athènes           | 27 août 2004      | Jeux olympiques        | record du monde égalé  |
| 2005  | 12 s 97 | 1,0  | Ladji Doucouré     | France      | Angers            | 15 juillet 2005   | Championnats de France | record de France       |
| 2006  | 12 s 88 | 1,1  | Liu Xiang          | Chine       | Lausanne          | 11 juillet 2006   | Meeting de Lausanne    | Ancien record du monde |
| 2007  | 12 s 92 | 1,5  | Liu Xiang          | Chine       | New York          | 2 juin 2007       |                        |                        |
| 2007  | 12 s 92 | 0,0  | Dayron Robles      | Cuba        | Stuttgart         | 23 septembre 2007 | Finale Mondiale        |                        |
| 2008  | 12 s 87 | 0,9  | Dayron Robles      | Cuba        | Ostrava           | 12 juin 2008      |                        | Ancien record du monde |
| 2009  | 13 s 04 | 2,0  | Dayron Robles      | Cuba        | Ostrava           | 17 juin 2009      |                        |                        |
| 2010  | 12 s 89 | 0,5  | David Oliver       | États-Unis  | Paris Saint-Denis | 16 juillet 2010   | Meeting Gaz de France  |                        |
| 2011  | 12 s 94 | 1,8  | David Oliver       | États-Unis  | Eugene            | 4 juin 2011       |                        |                        |
| 2012  | 12 s 80 | 0,3  | Aries Merritt      | États-Unis  | Bruxelles         | 7 septembre 2012  | Mémorial Van Damme     | Actuel record du monde |
| 2013  | 13 s 00 | 0,3  | David Oliver       | États-Unis  | Moscou            | 12 août 2013      | Championnats du monde  |                        |
| 2014  | 12 s 94 | 0,8  | Hansle Parchment   | Jamaïque    | Saint-Denis       | 6 juillet 2014    | Meeting Areva          | record de Jamaïque     |
| 2015  | 12 s 94 | +0,5 | Orlando Ortega     | Cuba        | Saint-Denis       | 4 juillet 2015    | Meeting Areva          |                        |
| 2016  | 12 s 98 | +1,2 | Omar McLeod        | Jamaïque    | Shanghaï          | 14 mai 2016       |                        |                        |
| 2017  | 12 s 90 | +0,7 | Omar McLeod        | Jamaïque    | Kingston          | 24 juin 2017      |                        | record de Jamaïque     |
| 2018  | 12 s 92 | ̟+0,7 | Sergueï Choubenkov | Russie      | Székesfehérvár    | 2 juillet 2018    |                        | Record de Russie       |
| 2019  | 12 s 98 | ̟+0,8 | Grant Holloway     | États-Unis  | Austin            | 7 juin 2019       | Championnats NCAA      |                        |
| 2020  | 13 s 11 | +0,8 | Orlando Ortega     | Espagne     | Monaco            | 14 août 2020      |                        |                        |
| 2021  | 12 s 81 | +1,8 | Grant Holloway     | États-Unis  | Eugene            | 26 juin 2021      |                        |                        |
| 2022  | 12 s 84 | +1,6 | Devon Allen        | États-Unis  | New York          | 12 juin 2022      |                        |                        |
| 2023  | 12 s 93 | 0,9  | Hansle Parchment   | Jamaïque    | Eugene            | 17 septembre 2023 |                        |                        |

## Palmarès olympique et mondial
| Compétition   | Champion           |
| ------------- | ------------------ |
| Jeux 1896     | Thomas Curtis      |
| Jeux 1900     | Alvin Kraenzlein   |
| Jeux 1904     | Fred Schule        |
| Jeux 1908     | Forrest Smithson   |
| Jeux 1912     | Fred Kelly         |
| Jeux 1920     | Earl Thomson       |
| Jeux 1924     | Daniel Kinsey      |
| Jeux 1928     | Sydney Atkinson    |
| Jeux 1932     | George Saling      |
| Jeux 1936     | Forrest Towns      |
| Jeux 1948     | William Porter     |
| Jeux 1952     | Harrison Dillard   |
| Jeux 1956     | Lee Calhoun        |
| Jeux 1960     | Lee Calhoun        |
| Jeux 1964     | Hayes Jones        |
| Jeux 1968     | Willie Davenport   |
| Jeux 1972     | Rod Milburn        |
| Jeux 1976     | Guy Drut           |
| Jeux 1980     | Thomas Munkelt     |
| Mondiaux 1983 | Greg Foster        |
| Jeux 1984     | Roger Kingdom      |
| Mondiaux 1987 | Greg Foster        |
| Jeux 1988     | Roger Kingdom      |
| Mondiaux 1991 | Greg Foster        |
| Jeux 1992     | Mark McKoy         |
| Mondiaux 1993 | Colin Jackson      |
| Mondiaux 1995 | Allen Johnson      |
| Jeux 1996     | Allen Johnson      |
| Mondiaux 1997 | Allen Johnson      |
| Mondiaux 1999 | Colin Jackson      |
| Jeux 2000     | Anier García       |
| Mondiaux 2001 | Allen Johnson      |
| Mondiaux 2003 | Allen Johnson      |
| Jeux 2004     | Liu Xiang          |
| Mondiaux 2005 | Ladji Doucouré     |
| Mondiaux 2007 | Liu Xiang          |
| Jeux 2008     | Dayron Robles      |
| Mondiaux 2009 | Ryan Brathwaite    |
| Mondiaux 2011 | Jason Richardson   |
| Jeux 2012     | Aries Merritt      |
| Mondiaux 2013 | David Oliver       |
| Mondiaux 2015 | Sergueï Choubenkov |
| Jeux 2016     | Omar McLeod        |
| Mondiaux 2017 | Omar McLeod        |
| Mondiaux 2019 | Grant Holloway     |
| Jeux 2020     | Hansle Parchment   |
| Mondiaux 2022 | Grant Holloway     |
| Mondiaux 2023 | Grant Holloway     |